# Microsoft Software Assurance
Microsoft Software Assurance (SA) — это программа обслуживания Microsoft, предназначенная для бизнес-пользователей, использующих Microsoft Windows, Microsoft Office и другие продукты Microsoft. Основной предпосылкой SA является предоставление пользователям возможности распределить платежи на несколько лет, предлагая «бесплатные» обновления до новых версий в течение этого периода времени.

## Общее представление
Корпорация Майкрософт различает лицензию и Software Assurance. Клиенты могут приобрести (в зависимости от программы) лицензию без Software Assurance, только Software Assurance (но только для использования в сочетании с существующей лицензией), а также лицензию и Software Assurance вместе. Эти три возможности доступны в зависимости от выбранной программы (одна лицензия или корпоративная лицензия).

## Особенности
Полный перечень льгот, начиная с марта 2006 года, выглядит следующим образом:
- Бесплатные обновления: подписчики могут перейти на более новые версии своего программного обеспечения Microsoft;
- Доступ к эксклюзивным программным продуктам: основы Windows для устаревших ПК, выпуски Windows Vista / Windows Vista Enterprise / Windows Vista Enterprise Edition, выпуски Windows 7 / Windows 7 Enterprise / Windows 7 Enterprise Edition, выпуски Windows 8 / Windows 8 Enterprise / Windows 8 Enterprise Edition и пакет Microsoft Desktop Optimization Pack доступны только для клиентов Software Assurance;
- Обучение: бесплатное обучение от Microsoft и доступ к Microsoft E-Learning, серия интерактивных онлайн-инструментов обучения для пользователей. Это обучение можно пройти только в компании Microsoft Certified Partner for Learning Solutions и использовать только для обучения, которое классифицируется как официальный учебный план Microsoft;
- Домашнее использование: сотрудники компании с SA могут использовать дополнительную копию программного обеспечения Microsoft дистанционно;
- Доступ к исходному коду для крупных компаний (1500+ рабочих столов);
- Поддержка по телефону и онлайн 24/7;
- Дополнительные средства отчетности об ошибках;
- Бесплатные лицензии для дополнительных серверов, подготовленных в качестве «холодных резервных копий» живых серверов;
- Доступ к управляемым форумам Microsoft TechNet;
- Доступ к загрузкам Microsoft TechNet для 1 пользователя;
- Расширенная поддержка исправлений: обычно Microsoft взимает плату за исправления, не связанные с безопасностью, после завершения основной поддержки продукта (например, 5 лет для Windows); эта плата не взимается с клиентов SA, чьи контракты начались до 1 июля 2017 года. С 1 июля 2017 года расширенная поддержка исправлений больше не доступна через Software Assurance.

Все преимущества создаются администратором преимуществ в организации клиента и могут управляться в Центре обслуживания корпоративных лицензий Майкрософт.

## Критика
Software Assurance часто критикуют за ее дороговизну и отсутствие «бесплатных» обновлений программного обеспечения в течение срока действия контракта. Период разработки между основными версиями операционной системы часто превышает три года, что требует от клиентов продлить срок действия своего программного обеспечения на другой период контракта, чтобы получить следующее обновление «бесплатно».